# Tarapacá (região)
| I Região de Tarapacá |                                               |
| |                                               |
| Brasão | Bandeira                                      |
| Localização no Chile |                                               |
| Localização da Tarapacá (região) |                                               |
| Dados |                                               |
| Capital • População • Coordenadas | Iquique 199.587 (2024) 20°13′00″S, 70°18′52″O |
| Intendente • Províncias | Antonela Sciaraffia El Tamarugal Iquique      |
| Superfície • Total • % nacional • % agua Fronteiras Costas | 6º posição 42.225,8 km² n/d                   |
| População • Total • Densidade | 12º posição 369.806 (2024) 8,76 hab./km²      |
| PIB (PPC) • Total • PIB per capita | US$ 6.414 milhões (3,77%) US$ 13.480          |
| Congressistas • Senado • Câmara dos Dep. | 2 senadores 2 deputados                       |
| Códigos telefônicos | +56-57                                        |
| Código ISO | CL-TA                                         |
| Governo Regional de Tarapacá |                                               |
| 1) A I Circunscrição Senatorial comprende a XV Região de Arica-Parinacota e a I Região de Tarapacá. 2) Os dados sobre o PIB foram calculados incluindo as atuais I e XV regiões. |                                               |

Tarapacá é uma das 16 regiões do Chile. Sua capital é a cidade de Iquique, localizada a 1.853 km ao norte de Santiago.
A Região de Tarapacá é banhada a oeste pelo Oceano Pacífico, e faz divisa a leste com a Bolívia, ao norte com a recém criada Região de Arica e Parinacota e ao sul com a Região de Antofagasta (rio Loa).

## Divisão político-administrativa da Região de Tarapacá
A Região de Tarapacá, para efeitos de governo e administração interior, se divide em 2 províncias:
| Província | Área em km² | População | Capital      |
| --- | ----------- | --------- | ------------ |
| El Tamarugal | 39.390,5    | 28.133    | Pozo Almonte |
| Iquique | 2.835,3     | 341.673   | Iquique      |
| Em 9 de outubro de 2007 houve a divisão da Região de Tarapacá, dando origem à Região de Arica e Parinacota, permanecendo a Região de Tarapacá apenas com a antiga Província de Iquigue, a qual foi dividida em duas. |             |           |              |

Para fins de administração local, as províncias estão divididas em 7 comunas.
| |              |                 |
| Província | Capital      | Comuna          |
| Iquique | Iquique      | 9 Iquique       |
| |              | 5 Alto Hospicio |
| El Tamarugal | Pozo Almonte | 6 Camiña        |
| |              | 7 Colchane      |
| |              | 8 Huara         |
| |              | 10 Pica         |
| |              | 11 Pozo Almonte |
| Os números do 1 ao 4 no mapa referem-se às comunas desmembradas em 9 de outubro de 2007 para a formação da Região de Arica e Parinacota. |              |                 |